# Јабучило
Јабучило је коњ Војводе Момчила. Једини је коњ са крилима у српској митологији и епици. Спомиње се у епској пјесми „Женидба краља Вукашина”.

## Легенда
Према легенди Јабучила је ождребила једна Момчилова кобила коју је „опасао“ крилати коњ на Црном језеру насталом на месту некадашњег манастира. Око језера су пасле многе кобиле, које је крилати коњ „опасивао“ и сваку би копитом ударио у стомак како се не би ождребила. Међутим, једне ноћи, дође Момчило са својим слугама на језеро, донесе бубњеве и таламбасе, сакрије се у жбуње и сачека да крилати коњ изађе из воде и оплоди једну кобилу. Те ноћи пред зору крилати коњ изађе из језера и „опаше“ Момчилову најбољу кобилу, па, кад хтједе да сиђе са ње, Момчило, са слугама, удари у бубњеве и тламбасе те се коњ поплаши и побјеже у језеро. Кобила остате ждребна, и послије годину дана, ождреби Јабучила, бијелог крилатог коња, који се, касније, прославио у разним биткама са својим господарем.
У пјесми Женидба краља Вукашина, Момчила је издала жена Видосава. Невјерна љуба склопила је договор са краљем Вукашином Мрњавчевићем да побјегне за њега, а прије тога да му помогне да убије војводу Момчила. Наговорила је мужа да јој ода тајну о Јабучилу, свом крилатом коњу који само у зору пушта крила, када се огласе први пијетли. Тако је наредне ноћи, спалила крила коњу, тиме га онеспособивши.
Краљ Вукашин је ово искористио и напао војводу Момчила и његову браћу на Црном језеру, далеко од града и градске одбране. Неуспјевши да се одбрани од напада, Момчило је хтео да га Јабучило на крилима понесе према Пирлитору. Међутим коњу си била спаљена крила, те се војвода сам некако проби кроз непријатељску војску, али није успјео да се попне на бедеме, јер је платно преко кога се пењао Видосава пресјекла.
Тек што је Вукашин ранио Момчила, овај му препоручи да ожени његову сестру Јевросиму уместо невјерне Видосаве, јер би таква и другога издала. Схвативши каквог је јунака убио, Вукашин кажњава Видосаву, а жени Јевросиму која му је касније родила синове Марка Краљевића и Андријаша, јунаке као што је војвода Момчило. Након смрти војводе Момчила, Јабучило се више не спомиње. Говори се да је остао да стоји на истом месту гдје га је господар оставио, чека да му порасту крила и да одлети код свог оца крилатог коња на Црно језеро, који га по вјеровању сваке ноћи посјећује и лијечи.

## Споменик
Иако се средњовјековни град Пирликтор налазио 8 километара источно од данашњег Жабљака у Црној Гори, гдје и данас постоји топоним Момчилов град, због забуне која је настала погрешним тумачењем историјских рукописа грчки Паретерион је постао Пирот, а за Пиротску тврђаву се сматра да ју је изградио управо војвода Момчило. Умјетник Зоран Мојсилов, који је поријеклом из села Власи, а живи и ради у САД израдио је скулптуру митског коња Јабучила. Аутор је ову скулптуру поклонио граду Пироту и обезбједио материјал за њену израду. Скулптура се налази у парку подно тврђаве Пиротски град и неколико пута је била на мети вандала. Израђена је од камена из села Понор и учвршена гвожђем, а крила имају распон од 6 метара. Перје на крилима су камене плоче из села Завоја и Гостуше са Старе планине.